# Toby Harries
Toby Harries, né le 30 septembre 1998 à Brighton, est un athlète britannique spécialiste du 400 mètres.

## Biographie
Lors du relais 4 × 400 mètres masculin aux Jeux olympiques d'été de 2024, il remporte la médaille de bronze grâce à sa participation aux séries.

## Palmarès
| Date | Compétition     | Lieu  | Résultat | Épreuve   | Temps                    |
| ---- | --------------- | ----- | -------- | --------- | ------------------------ |
| 2024 | Jeux olympiques | Paris | 3e       | 4 × 400 m | Participation aux séries |